# Fjällsjön, Blekinge
Fjällsjön är en sjö i Karlskrona kommun och Ronneby kommun i Blekinge och ingår i Nättrabyåns huvudavrinningsområde. Sjön har en area på 0,0605 kvadratkilometer och ligger 89,2 meter över havet.

## Delavrinningsområde
Fjällsjön ingår i det delavrinningsområde (625839-147805) som SMHI kallar för Mynnar i Nättrabyån. Medelhöjden är 106 meter över havet och ytan är 10,27 kvadratkilometer. Räknas de 9 avrinningsområdena uppströms in blir den ackumulerade arean 107,89 kvadratkilometer. Vattendraget som avvattnar avrinningsområdet har biflödesordning 2, vilket innebär att vattnet flödar genom totalt 2 vattendrag innan det når havet efter 32 kilometer. Avrinningsområdet består mestadels av skog (58 procent), öppen mark (18 procent) och jordbruk (17 procent). Avrinningsområdet har 0,48 kvadratkilometer vattenytor vilket ger det en sjöprocent på 4,7 procent.